# Chris Vlok
Chris Vlok (ur. 17 września 1992 roku w Kapsztadzie) – nowozelandzki kierowca wyścigowy.

## Kariera

### Początki
Vlok rozpoczął karierę w międzynarodowych wyścigach samochodowych w 2008 roku od startów w E30 BMW Series NZ, gdzie jednak nie zdobywał punktów. Rok później w tej samej serii odniósł cztery zwycięstwa. Z dorobkiem 115 punktów uplasował się na czwartej pozycji w klasyfikacji generalnej. W 2010 roku Vlok dołączył do stawki Nowozelandzkiej Formuły Ford, gdzie został sklasyfikowany na dwunastym miejscu. Rok później wygrał cztery wyścigi w Formule Ford South Island, jednak jego wyniki nie były zaliczane do klasyfikacji.

### Formuła 3
W sezonie 2012 Nowozelandczyk rozpoczął starty w Australijskiej Formule 3, gdzie zdobył łącznie dziewięć punktów. Dało mu to dwudziestą pozycję w klasyfikacji generalnej. W tym samym roku wystartował także gościnnie w European F3 Open. Na sezon 2013 Vlok podpisał kontrakt z brytyjską ekipą Team West-Tec na starty w Brytyjskiej Formule 3. W klasie narodowej odniósł jedno zwycięstwo i ośmiokrotnie stawał na podium. Uzbierane 121 punktów pozwoliło mu zdobyć tytuł wicemistrza w klasie.

### Statystyki
| Sezon | Seria                                | Zespół              | Wyścigi | Zwycięstwa | PP | NO | Podium | Punkty | Pozycja |
| ----- | ------------------------------------ | ------------------- | ------- | ---------- | -- | -- | ------ | ------ | ------- |
| 2008  | E30 BMW Series NZ                    | CVM                 | 3       | 0          | 0  | 0  | 0      | 0      | NS      |
| 2009  | E30 BMW Series NZ                    | CVM                 | 12      | 4          | 2  | 7  | 9      | 115    | 4       |
| 2010  | Nowozelandzka Formuła Ford           | CVM                 | 6       | 0          | 0  | 0  | 0      | 150    | 12      |
| 2011  | Quebec Formula Tour 1600             | Brian Graham Racing | 12      | 1          | 0  | 0  | 5      | 340    | 4       |
| 2011  | Formuła Ford South Island            | CVM                 | 4       | 3          | 4  | 4  | 4      | 79     | NS†     |
| 2012  | Toyota Racing Series                 | Victory Motorsport  | 14      | 0          | 0  | 0  | 0      | 371    | 15      |
| 2012  | Australijska Formuła 3               | Astuti Motorsport   | 3       | 0          | 0  | 0  | 0      | 9      | 20      |
| 2012  | JK Racing Asia Series                | EuroInternational   | 2       | 0          | 0  | 0  | 0      | 0      | NS      |
| 2012  | European F3 Open                     | Team West-Tec       | 2       | 0          | 0  | 0  | 0      | 0      | 26      |
| 2013  | Brytyjska Formuła 3 - klasa narodowa | Team West-Tec       | 12      | 1          | 0  | 0  | 8      | 123    | 2       |

† – Vlok nie był zaliczany do klasyfikacji.